# Stade phylotypique
Le stade phylotypique est le stade du développement embryonnaire des animaux durant lequel les embryons des différentes taxons d’un même phylum sont les plus semblables, sans pour autant être identiques. Il se situe généralement à un stade intermédiaire de l'embryogenèse, les embryons présentant une plus grande variabilité morphologique et génétique en début et en fin de développement. La similitude entre les embryons, caractéristique de ce stade, provient de l’expression de gènes de développement et particulièrement des gènes responsables du plan d'organisation corporel des animaux.

## Histoire
L’idée d’un tel stade était déjà présente au XIXe siècle chez certains embryologistes : l’un des premiers à souligner une telle similitude entre les embryons des différentes espèces est Karl Ernst von Baer. Il arrive à cette conclusion à la suite de son incapacité à identifier certains spécimens non identifiés dans son laboratoire dû à leur trop grande ressemblance. À la suite de ces observations, il propose quatre lois du développement embryonnaire qui influenceront grandement la discipline :

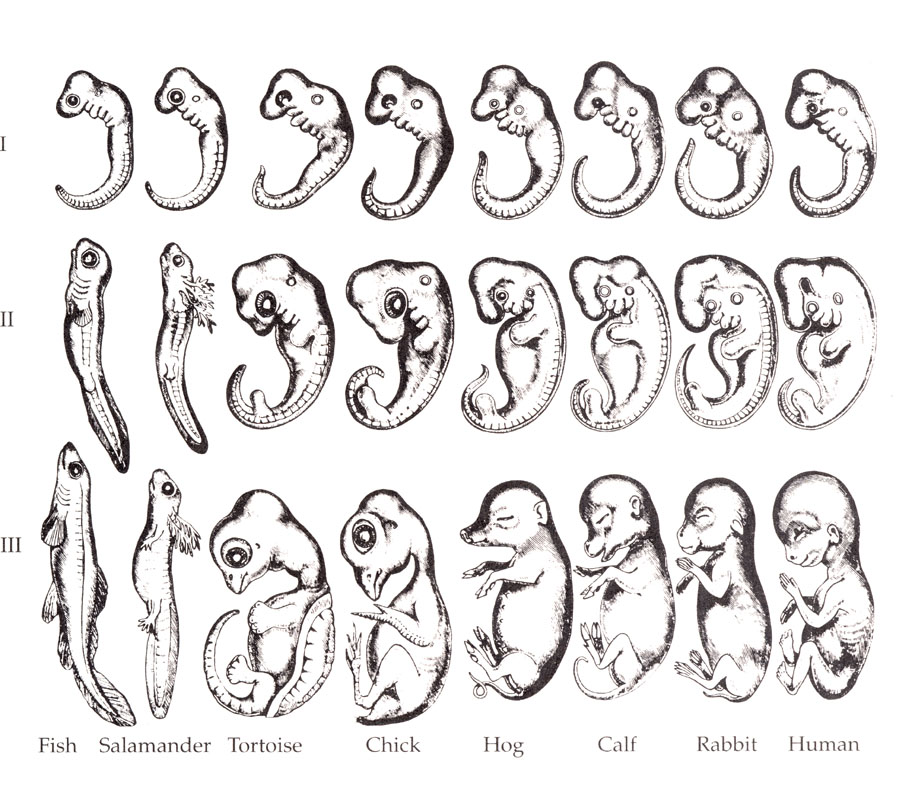
Comparaison de différents embryons à plusieurs stades de développement. Dessin par Haeckel.

1. Les caractères généraux apparaissent avant les caractères spécifiques lors du développement embryonnaire ;
2. Les caractères spécifiques se développent à partir de ces caractères généraux ;
3. Les embryons des différentes espèces divergent de manière progressive au cours de leur développement ;
4. L’embryon d’une espèce ne peut ressembler à la forme adulte d’une autre espèce, seulement à l’embryon de celui-ci[1].

Le principe de divergence de von Baer implique donc que les embryons de l’ensemble des vertébrés se ressemblent le plus en début de développement, moment où les caractères généraux se développent, pour diverger par la suite lors de l’apparition des caractères spécifiques.
Ernst Haeckel proposa par la suite la théorie de la récapitulation selon laquelle l’ontogénie, soit le développement de l’organisme, permet de récapituler la phylogénie d’une espèce, retraçant l'histoire évolutive de celle-ci. La relation entre ontogénie et phylogénie n’est, en réalité, pas aussi directe que ce qu’Haeckel laissait entendre à l’époque, l’embryon ne passe pas par l’ensemble des différents types corporels de ses ancêtres. La  forme générale de l’embryon rappelle, cependant, à différents moments la forme des embryons de ceux-ci laissant transparaitre des liens évolutifs.

## Phase du développement
Le stade phylotypique est une étape du développement embryonnaire des animaux qui est fortement conservé, durant celui-ci l’ensemble des embryons des espèces appartenant à un même phylum présente un aspect semblable. Chaque phylum possède ainsi son stade phylotypique particulier. Ce stade serait entre autres lié à l’apparition des précurseurs de plusieurs organes et à la mise en place du patron d’organisation général du corps agissant ainsi comme une importante contrainte développementale. Le concept de stade phylotypique s’est d’abord formulé autour d’observations morphologiques, influencé en grande partie par la formulation de la troisième loi de von Boer et son principe de divergence. De plus en plus, les observations morphologiques sont appuyées par des données moléculaires venant appuyer l’existence d’un stade phylotypique grâce à l’étude de l’expression des différents gènes de développement impliqués  dans les différents stades du développement de l’embryon,.
Le développement de l’embryon à ce stade est contrôlé par des gènes fortement conservés dont l’origine évolutive serait plus ancienne que l’apparition des métazoaires, soit antérieure à l’apparition des animaux au sens large. Le caractère hautement conservé de ce stade et des gènes qui le caractérisent serait dû aux grands nombres d’interactions entre les différentes structures de l’embryon demandant une coordination entre les différents processus de croissance pour assurer la précision de la mise en place du patron d’organisation corporel. L’importance des processus développementaux  et le grand nombre d’interactions entre les différentes structures de l’embryon durant ce stade rendrait toutes mutations dangereuses non seulement pour le développement efficace de l’organisme, mais pour sa survie, celles-ci ont donc peu de chance d’être conservées quand elles se produisent. Le stade phylotypique est généralement associé au zootype, stade durant lequel un patron spatial d’expression des gènes caractéristiques peut être observé et auquel est associé l’expression des gènes Hox, gènes homéotiques responsables de la mise en place de l’axe antéropostérieur chez les animaux bilatériens. 

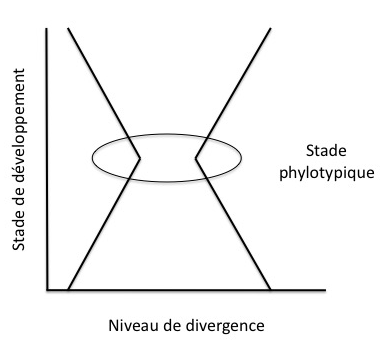
Schématisation du modèle du sablier pour le stade phylotypique.

### Modèle du sablier
Contrairement à la formulation de la troisième loi de von Baer, le stade phylotypique ne se trouve pas au début du développement embryonnaire, mais plutôt à un stade intermédiaire de celui-ci. Les embryons ne divergent donc pas progressivement à partir d’un stade initial similaire, ceux-ci présentes plutôt des morphologies différentes qui convergent vers un stade similaire pour ensuite diverger à nouveau pour former des organismes adultes différents suivant le modèle d’un sablier. Le stade phylotypique représente le resserrement central du sablier. Ce modèle coïncide avec plusieurs observations dénotant une variabilité importante dans les premiers stades de développement embryonnaire, notamment au niveau du clivage des cellules à la suite de la fécondation. La troisième loi de von Baer représente ainsi la partie supérieure du sablier, soit la divergence des embryons à la suite du stade phylotypique.
Le modèle du sablier se traduit aussi au niveau du patron d’expression des gènes,,,. Ainsi, les gènes responsables du développement de l’embryon avant et après le stade phylotypique sont considérablement plus récents sur le plan évolutif et présentent une plus grande variation interspécifique que ceux qui agissent au cours de ce stade,.

### Stage ou période
Il est souvent difficile d’établir avec précision le stade de développement correspondant au stade phylotypique pour un phylum donné puisqu’il peut tout de même exister de la variation à l’intérieur de celui-ci,. Cette variation peut être en partie expliquée par certains phénomènes d’hétérochronie qui peuvent jouer sur le synchronisme du développement de certains précurseurs d’organes chez les différentes espèces,,. Cette difficulté à définir exactement le stade de développement correspondant au stade phylotypique a mené à la proposition par certains chercheurs, d’une période phylotypique plutôt qu’un stade, une telle période pouvant regrouper plusieurs stades successifs susceptibles de participer à la mise en place du patron d’organisation, en particulier chez les vertébrés, permettant ainsi plus de souplesse.

## Différents stades phylotypiques
Le stade phylotypique caractérise les taxons d’un même phylum, le stade de développement qui constitue le stade phylotypique n’est donc pas le même pour l’ensemble des phyla, bien qu’ils soient en général compris à l'intérieur d'une phase semblable. Les différents phyla présentent ainsi des caractéristiques semblables à ce stade partageant, entre autres, certains éléments communs dans le transcriptome, laissant croire à la possibilité d’un stade phylotypique commun à l’ensemble des animaux qui serait fortement associé au zootype .

### Pharyngula
Le stade phylotypique des vertébrés est compris dans la phase d’organogenèse de l'embryon, soit après les stades de blastula, gastrula et neurula. Le moment exact correspondant au stade phylotypique ne fait cependant pas consensus entre les chercheurs, plusieurs stades ont ainsi été proposés comme étant le stade phylotypique : la somitogenèse, stade durant lequel se développent les somites formant les segments primitifs de l’embryon, le stade du bourgeon caudal, durant lequel se développe le précurseur de la queue post-anale, ou encore le stade de la pharyngula.  Le stade de la pharyngula semble être le plus largement accepté, bien que certaines évidences moléculaires penchent vers le stade du bourgeon caudal. Le stade pharyngula a été identifié pour la première fois comme étant le phylotype des vertébrés par William Ballard dans les années 80, le nom du stade fait entre autres référence aux arcs branchiaux qui se développent durant ce stade, ceux-ci se développeront par la suite pour former différentes structures chez l'adulte. À ce stade l’ensemble des embryons des vertébrés présentent quatre structures importantes : la notochorde, le tube neural, le bourgeon caudal et les arcs branchiaux.

### Bande germinale
Le stade de la bande germinale représente le stade phylotypique chez les insectes, l’extension de la bande germinale est particulièrement étudiée chez la drosophile. Ce stade est atteint en début d’organogenèse après que l’embryon a subi la gastrulation, tous les embryons d’insectes présentent alors un schéma de segmentation semblable même si le processus de segmentation peut quant à lui varier. Le stade de la bande germinale étendue, impliquée dans l’élongation de l’embryon, joue aussi un rôle important au niveau du développement, une grande partie des gènes responsables de la polarité des segments ainsi que les gènes Hox étant déjà présents durant celui-ci.